# Bill Stewart (attore)
Bill Stewart (Liverpool, 7 dicembre 1942 – Londra, 29 agosto 2006) è stato un attore britannico.
Dopo aver frequentato la Bristol Old Vic Theatre School ha iniziato la sua carriera di attore, che lo ha visto prender parte soprattutto a molte serie televisive.

## Biografia

### Morte
È morto nel 2006 a 64 anni.

## Filmografia

### Cinema
- Pirati (Pirates), regia di Roman Polański (1986)
- Black Beauty, regia di Caroline Thompson (1994)
- La carica dei 101 - Questa volta la magia è vera (101 Dalmatians), regia di Stephen Herek (1996)
- Favole (FairyTale: A True Story), regia di Charles Sturridge (1997)
- Anna and the King, regia di Andy Tennant (1999)
- Tom & Thomas - Un solo destino (Tom & Thomas), regia di Andy Tennant (1999)
- Io e Beethoven (Copying Beethoven), regia di Agnieszka Holland (2006)

### Televisione
- Capitan Onedin (The Onedin Line) – serie TV, episodio 2x06 (1972)
- Gli invincibili (The Protectors) – serie TV, episodio 1x12 (1972)
- Le avventure di Black Beauty (The Adventures of Black Beauty) – serie TV, episodio 1x24 (1973)
- Z Cars – serie TV, episodi 6x411-7x49-9x21 (1971-1974)
- Rock Follies – serie TV, episodi 1x02-1x04-1x05 (1976)
- MacGyver – serie TV, episodio 3x04 (1987)
- Le nuove avventure di Guglielmo Tell (Crossbow) – serie TV, episodio 2x01 (1988)
- L'asso della Manica (Bergerac) – serie TV, episodio 6x08 (1988)
- Heartbeat – serie TV, episodio 4x15 (1994)
- Casualty – serie TV, episodio 9x17 (1995)
- Metropolitan Police (The Bill) – serie TV, episodi 5x42-9x111-11x49 (1976)
- Great Performances – serie TV, episodio 26x02 (1997)
- Jack Frost (A Touch of Frost) – serie TV, 10 episodi (1992-1999)
- L'ispettore Barnaby (Midsomer Murders) – serie TV, episodio 8x05 (2005)

## Doppiatori italiani
Nelle versioni in italiano delle opere in cui ha recitato, Bill Stewart è stato doppiato da:
- Franco Chillemi in La carica dei 101 - Questa volta la magia è vera
- Vittorio Di Prima in Anna and the King
- Luciano De Ambrosis in Io e Beethoven